# Conservatoire de Santa Maria di Loreto
Le Conservatoire de Santa Maria di Loreto était l'un des quatre conservatoires napolitains qui par leur fusion ont donné naissance à l'actuel Conservatoire de San Pietro a Majella. Avec les trois autres écoles de musique, cette institution était aux XVIIe et XVIIIe siècles au cœur de l’École napolitaine de musique.
Il s'agit du plus ancien conservatoire de Naples.

## Histoire
En 1535, maître Francesco, un simple artisan, a construit une chapelle près de l'église de Santa Maria di Loreto afin d'aider et de recueillir des aumônes pour les enfants pauvres et orphelins des deux sexes. En 1537, l'espagnol Giovanni di Tapia a mis en place un orphelinat, qui en 1560, a été transféré à la demande du gouvernement de Naples, dans des locaux plus vastes, toujours à proximité de Santa Santa Maria Loreto. À la direction de l'institut ont été placés six gouverneurs du peuple de Naples, qui étaient élus chaque année le dernier dimanche d'août (un dimanche dédié justement à Notre-Dame de Lorette); l'un d'eux a assumé le poste de président du Conseil Sacré. Ensuite, les filles ont été transférées dans un autre établissement.
En 1565, l'orphelinat était été confié aux soins des pères Somasques, qui se sont chargés de l'enseignement de la grammaire, de la philosophie, de la religion et de la science. On ne connaît pas, cependant, à quel moment a commencé l'enseignement de la musique. On peut noter la présence d'un maître de chapelle en service en 1633. La transformation définitive en conservatoire s'est produite entre ces deux dates. Le premier professeur connu apparaît dans un autre document daté de 1656, qui parle d'une cantate intitulée Il fido campione della Divina Provvidenza, mise en musique par Don Andrea Marino.
Mais c'est sous Francesco Provenzale, primo maître (directeur) de 1664 à 1675, que l'école a commencé à se développer. À la direction du conservatoire se sont succédé d'autres maîtres comme Gaetano Veneziano, Nicola Acerbo, Pietro Bartilotti et Giuliano Perugino. Même le célèbre Alessandro Scarlatti a servi pendant un mois en 1689 comme primo maître. Au XVIIIe siècle, on trouve d'autres grands maîtres de l'école napolitaine de musique: Francesco Mancini (1720-1737), Giovanni Fischietti (1737-1739), Nicola Porpora (1739-1741 et 1758-1760), Francesco Durante (1742-1761), Gennaro Manna (1756-1761), Pietro Antonio Gallo (1761-1777) et Fedele Fenaroli (1777-1807).
En 1806, le conservatoire a fusionné avec le Conservatoire de la Pietà dei Turchini et le Conservatoire de Sant'Onofrio a Porta Capuana donnant naissance au la « Collège Royal de Musique », qui, en 1826, est devenu le Conservatoire actuel de San Pietro a Majella.
Le Conservatoire de Santa Maria di Loreto était le plus grand et le plus fréquenté de Naples. On estime qu'en moyenne tous les dix ans, il accueillait plus de 1 500 élèves. Ils portaient une soutane, une zimarra et un béret blancs. Le conservatoire pouvait exercer ses activités grâce aux nombreuses offrandes des habitants du village de Loreto qui allaient souvent écouter le chœur des enfants chantant pendant la messe.

## Personnes liées au conservatoire
maîtres
- Cataldo Amodei (maître)
- Alessandro Scarlatti (maître)

élèves et maîtres
- Domenico Cimarosa (élève et maître)
- Francesco Durante (élève et maître)
- Fedele Fenaroli (élève et maître)
- Nicola Fiorenza (élève et maître)
- Francesco Mancini (maître)
- Gennaro Manna (élève et maître)
- Nicola Porpora (élève et maître)
- Francesco Provenzale (élève et maître)
- Antonio Sacchini (élève et maître)
- Gaetano Veneziano (élève et maître)

élèves
- Pasquale Anfossi (élève)
- Michele Caballone (élève)
- Carlo Coccia (élève)
- Giuseppe Giordani (élève)
- Pietro Alessandro Guglielmi (élève)
- Nicola Bonifacio Logroscino (élève)
- Cristoforo Manna (élève)
- Gaetano Manna (élève)
- Giovanni Battista Pergolesi (élève)
- Tommaso Traetta (élève)
- Mattia Vento (élève)

## Source de la traduction
- (it) Cet article est partiellement ou en totalité issu de l’article de Wikipédia en italien intitulé « Conservatorio di Santa Maria di Loreto » (voir la liste des auteurs).